# Nilla Pizzi

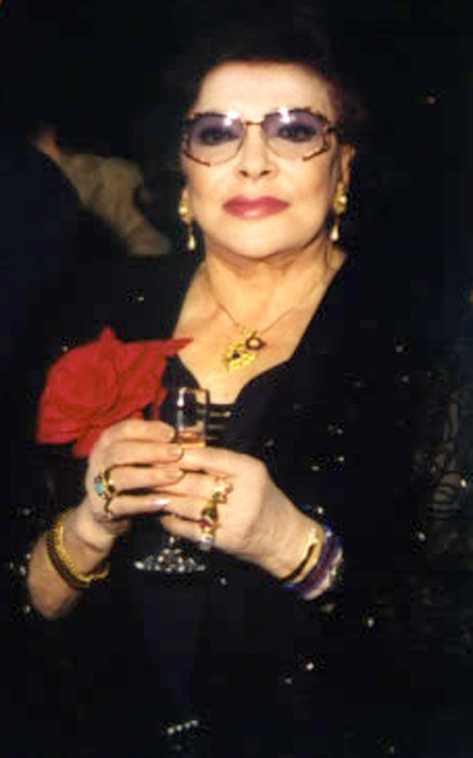
Nilla Pizzi

Adionilla Negrini „Nilla“ Pizzi (* 16. April 1919 in Sant’Agata Bolognese; † 12. März 2011 in Mailand) war eine italienische Sängerin. 
Nilla Pizzis Bekanntheit beruht vor allem darauf, dass sie 1951 mit dem Lied Grazie dei fiori („Danke für die Blumen“) die erste Ausgabe des Festivals von Sanremo gewann. Darüber hinaus gelang es ihr, diesen Erfolg ein Jahr später mit dem Lied Vola colomba zu wiederholen, zudem wurde der ebenfalls 1952 von ihr gesungene Titel Papaveri e papere international bekannt.

## Diskografie
- Rumba azul (1947)
- Bongo Bongo Bongo (1949, nach dem amerikanischen Song Civilization von Carl Sigman und Bob Hilliard)
- La Vita è Rosa, ital. Fassung von La vie en rose (Juni 1948)
- Ancora (1949)
- Nilla Pizzi nei festival della canzone di Sanremo (1954)
- Nilla Pizzi con Angelini (1955)
- Otto canzoni e la sua voce (1955)
- Festival di Sanremo 1956 (1956)
- Fiori dall’Italia (1956)
- Pizzi al Festival di Sanremo (1958)
- Nilla Pizzi nel mondo (1958)
- Love in Portofino (1961)
- La regina della canzone (1969)
- Le canzoni degli anni ’20 (1969)
- Scritte per me (1970)
- Con tanta nostalgia (1970)
- Nilla tango (1973)
- La regina del liscio (1975)
- Le più belle canzoni d’operetta (1976)
- Nilla Pizzi ricorda Cesare Andrea Bixio (1978)
- Concerto per Pablo Neruda (1979)
- Le canzoni dei ricordi (1979)
- I grandi successi di Nilla Pizzi (1980)
- I grandi successi di Nilla Pizzi e Gino Latilla (1980)
- I grandi successi di Nilla Pizzi 2 (1981)
- La regina della voce (1985)
- Un giorno all’italiana (1987)
- When the queen meets the princess (2002)
- Insieme si canta meglio (2003)

## Filmografie (Auswahl)
- 1965: Mandragola (La mandragola)